# Tamāra Zitcere

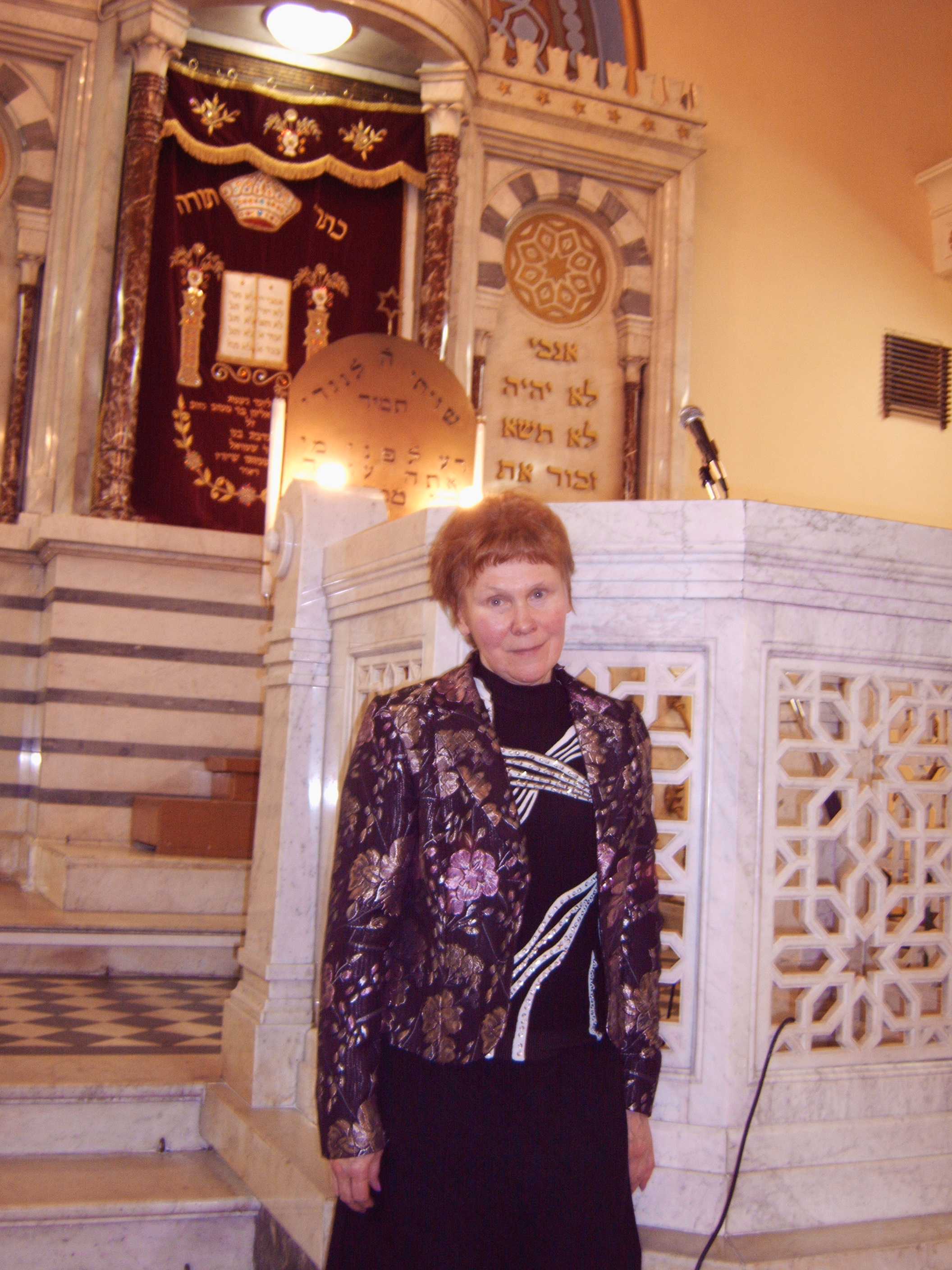
Tamāra Zitcere in der Peitav-Synagoge, 2005

Tamāra Zitcere (2. Dezember 1947 – 25. Juli 2014) war eine lettische Wissenschaftlerin, Holocaust-Forscherin und Lehrerin. Sie ist eine der ersten Personen in Lettland, die die Listen der Opfer des Holocaust, die Liste des Rigaer Ghettos und die Liste der Opfer des Rigaer Krieges erstellt hat.

## Biografie
Tamāra Zitcere wuchs in Lettland auf und begann ihre berufliche Laufbahn an der Stradiņš-Universität Riga. Sie setzte ihre Karriere fort und begann als Biologielehrerin am Nordischen Gymnasium in Zolitude, Riga, zu arbeiten.
Während ihrer gesamten beruflichen Laufbahn erhielt Zitcere Anerkennung für ihre Beiträge zur Berufsarbeit und zur Zivilgesellschaft. 2003 wurde sie mit der Friendly Invitation Medal für ihre langjährigen Leistungen bei der Ausbildung von Schülern ausgezeichnet. Am 5. Oktober 2007 wurde ihr vom Stadtrat von Riga der „Goldene Stift“ verliehen, der sie als beste Lehrerin in Riga auszeichnete. Im Jahr 2008 wurde Zitcere mit der Nominierung zur „Frau des Jahres 2008“ in der Kategorie „Bildung“ gewürdigt. 2008 erhielt sie den Jahrespreis des lettischen Ministeriums für Bildung und Wissenschaft, die höchste Auszeichnung für Bildung und Wissenschaft in Lettland. Mit diesem Preis sollen herausragende Pädagogen und Wissenschaftler gewürdigt und ihr Ansehen in der Gesellschaft gestärkt werden. Eine weitere Anerkennung erhielt Zitcere im Jahr 2009, als sie den renommierten Preis des Lettischen Gesellschaftsintegrationsfonds für die Förderung der Toleranz beim Erlernen historischer Fakten und die Entwicklung kritischer Denkweisen bei Schulkindern erhielt. Im selben Jahr, 2009, wurde sie mit dem Preis der Ata Kronvalda-Stiftung geehrt, der vom Präsidenten Lettlands, Valdis Zatlers, überreicht wurde.
2014 verstarb Tamāra Zitcere aufgrund zunehmender gesundheitlicher Komplikationen. Sie wurde auf dem Waldfriedhof in Riga beigesetzt.

## Liste des Rigaer Ghettos
Eine ihrer bemerkenswertesten Forschungsleistungen ist die Liste des Rigaer Ghettos, die Referenzen der jüdischen Menschen enthält, die zwischen 1941 und 1943 im jüdischen Ghetto registriert waren. Sie enthält Angaben wie Adresse, vorheriger und späterer Wohnort, Alter, Geburtsort und Beruf. Zitceres Forschungen waren in ihrem Umfang und Inhalt eine bemerkenswerte Holocaust-Studie.

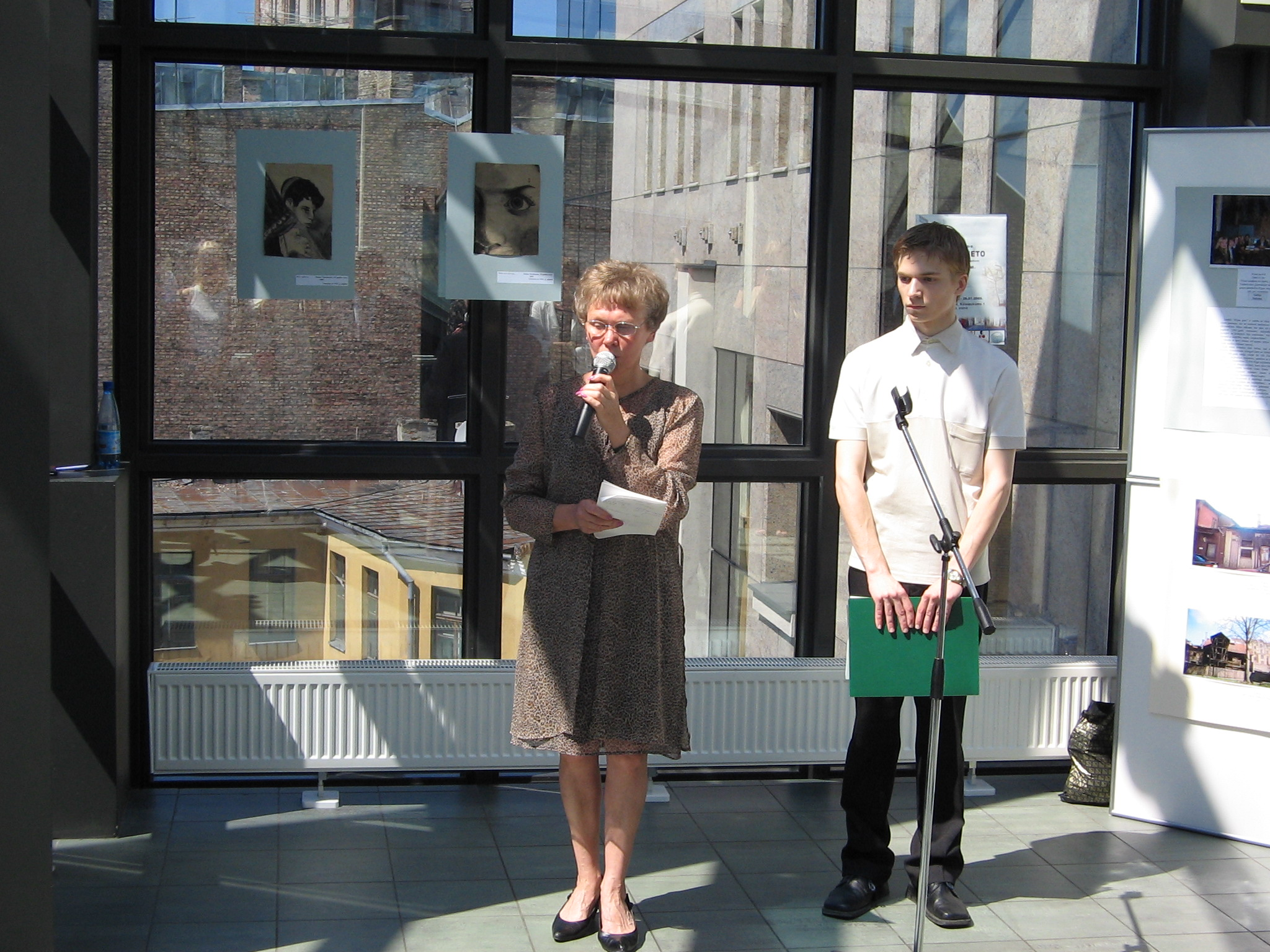
Pressekonferenz zum Rigaer Ghetto im Rigaer Rathaus im Jahr 2005

Die Liste des Rigaer Ghettos enthält Aufzeichnungen über Opfer des Rigaer Holocaust und dokumentiert über 65.000 Sterbeurkunden sowie Todesursachen. Die Untersuchungen zeigen, dass die Häuser im ehemaligen Rigaer Ghetto mit Stacheldraht vom Rest der Stadt abgegrenzt waren und als Zufluchtsort für 29.602 Juden dienten, die zwischen 1941 und 1943 gezwungen waren, ihre ursprünglichen Wohnorte zu verlassen. Sie überprüfte 346 Hausregisterbücher im Lettischen Staatlichen Historischen Archiv, darunter über 68 aus dem Rigaer Ghetto. Das Rigaer Ghetto bestand aus insgesamt 81 Häusern. Zitceres Nachforschungen fanden mehr als 5.764 jüdische Opfer des Ghettos. Zitcere ergänzte diese Zusammenstellung von Aufzeichnungen durch Aufzeichnungen aus anderen Rigaer Hausbüchern und identifizierte Adressen innerhalb des Ghettos, bei denen jüdische Familien registriert waren. Diese Bemühungen führten zur Untersuchung von Aufzeichnungen aus Hausbüchern aus dem Jahr 1941 in den Straßen Matīsa, Merķeļa und Stabu in Riga.

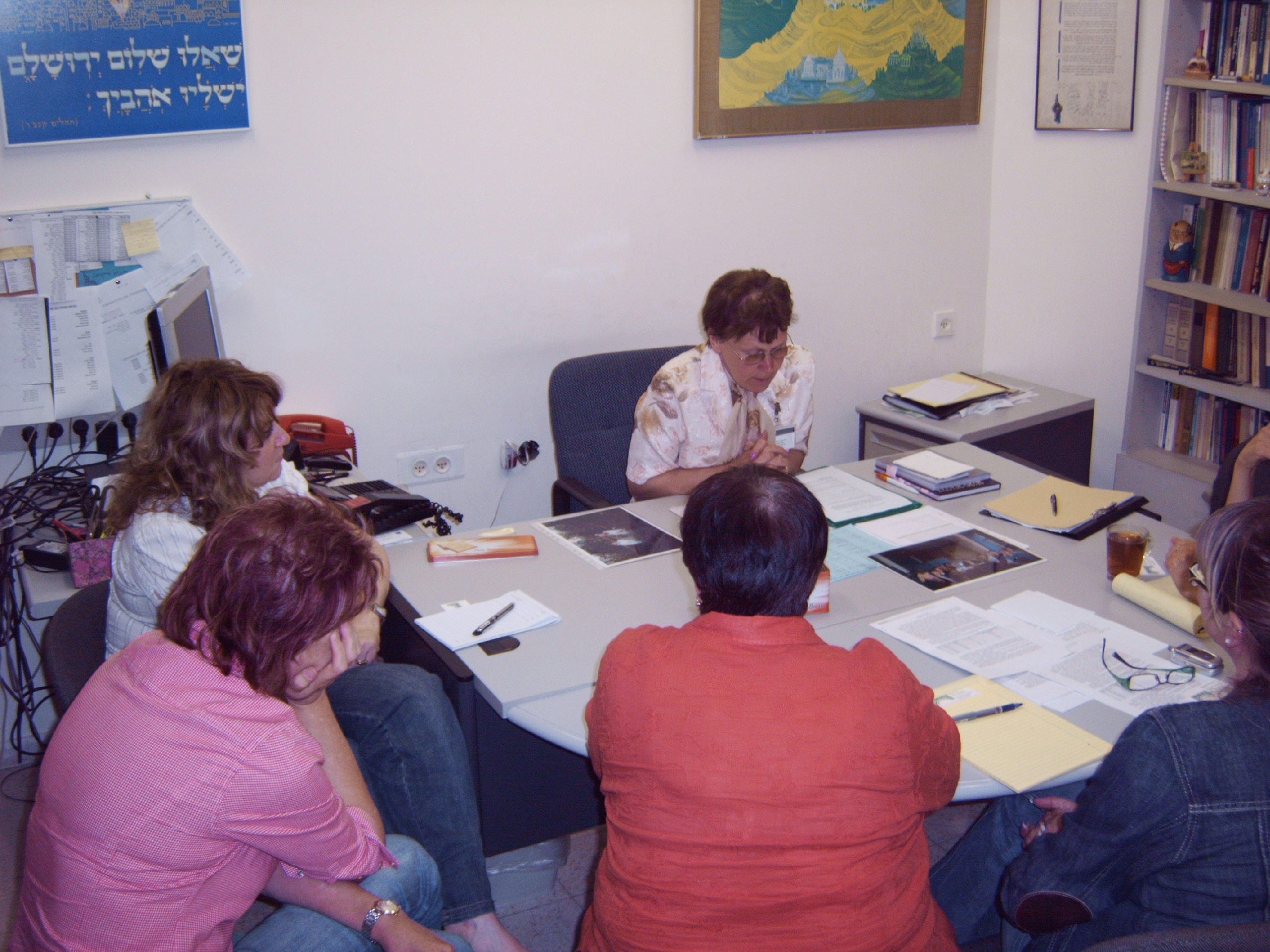
Zitcere überreicht die Liste des Rigaer Ghettos am 15. Mai 2007 israelischen Regierungsberatern in Tel Aviv, Israel

Durch die Zusammenstellung dieser Listen von Holocaust-Opfern enthüllte Zitcere wichtige historische Daten, die seitdem von der Historikerkommission des Präsidenten Lettlands, der Lettischen Akademie der Wissenschaften und verschiedenen anderen Institutionen anerkannt wurden. Diese im Jahr 2000 begonnene Forschung, die in der Erstellung der Liste des Rigaer Ghettos gipfelte, enthüllte ergreifende Geschichten wie die von Naums Lebedinskis, seiner Frau Liu und ihrem Sohn Eduards, die ihr Leben 1942 außerhalb des Rigaer Ghettos in der Kuldīgas-Straße 21 auf tragische Weise beendeten.
Die Liste des Rigaer Ghettos wurde im Rigaer Ghetto- und Lettischen Holocaust-Museum in Riga, Lettland und Yad Vashem, Jerusalem, Israel, ausgestellt.

## Erste Liste der Opfer des Rigaer Krieges von 1941
Tamāra Zitcere war die erste, die in der lettischen Geschichtsschreibung eine erste Liste der Kriegsopfer in Riga erstellt hat. Die Liste enthält die Namen und Informationen der ersten gefallenen Soldaten der Armee der UdSSR im Juni 1941 in Riga und Umgebung. Vor der Veröffentlichung der Liste wurde festgestellt, dass weder das Lettische Okkupationsmuseum noch das Lettische Kriegsmuseum im Besitz einer solchen Liste waren. Tamāra Zitcere stellte die Liste bei der Recherche von Sterbeurkunden zusammen und brachte dabei Informationen über 275 bisher unbekannte Kriegsopfer ans Licht, die im Juni 1941 in Riga und der Region ums Leben kamen. Die Liste zeigt, dass die absolute Mehrheit der Opfer Männer im Alter zwischen 20 und 40 Jahren waren, das jüngste war ein drei Monate altes Mädchen und das älteste 89 Jahre alt. Die größte Opferzahl, 115 Menschen, gab es am 30. Juni. Schusswaffen waren die häufigste Todesursache und machten fast die Hälfte aller Fälle aus, wobei 124 der Verstorbenen als Soldaten der Sowjetarmee identifiziert wurden. 1941 wurde die erste Liste der Rigaer Kriegsopfer dem Lettischen Besatzungsmuseum und dem Kriegsmuseum vorgelegt, während die Listen der getöteten Soldaten der Roten Armee an die russische Botschaft geschickt wurden. Im Jahr 2008 wurde die Erstellung der Liste vom Stadtrat von Riga vom lettischen Minister für soziale Integration unterstützt.
Tamāras Zitceres erste Liste der Opfer des Rigaer Krieges von 1941 ergab auch, dass in der Gemeinde Đadaži 61 Menschen von Tschekisten ermordet wurden, obwohl die genauen Daten der Verbrechen nicht ermittelt werden konnten. Darüber hinaus berichtete der Oberpriester Nikolajs Šalfejevs, dass im Juni 1941 laut Aufzeichnungen des Rigaer Standesamts 86 sowjetische Soldaten infolge der Feindseligkeiten starben.